# 平苞川木香
平苞川木香（学名：Dolomiaea platylepis）是菊科川木香属的植物，是中国的特有植物。分布于中国大陆的四川等地，生长于海拔3,100米至3,340米的地区，多生长于灌木林中或山坡草地，目前尚未由人工引种栽培。